# McHenry (Dakota Północna)
McHenry – miasto w Stanach Zjednoczonych, w stanie Dakota Północna, w hrabstwie Foster.